# جينيكوبوليس
جينيكوبوليس، (مدينة النساء) هي مدينة قديمة تقع في اقصى شمال مصر.

## التاريخ
كانت معروفة في مصر القديمة وفقا لنيبت إيمو. وكانت عاصمة إقليم جينيكوبوليت نومي الذي ذكر سترابو أنه أحد الأقاليم التابعة لها. ومازالت العملات المعدنية التي لها تأثير في عصر هادريان حاضرة إلى الآن. كان يُعتقد في بعض الاحيان أنها نفس مدينة أنثيلا . وربما كان ذلك في منطقة كوم الحصن.

## أصل اسمها
- يذكر هيرودوت أنه كان يزود ملكات مصر القديمة بالصنادل وغيرها من السلع النسائية.[1]
- قد تم تعيينه من قبل ملوك مصر الفارسيين إلى ملكاتهم، لتزويدهم بالصنادل أو المشدات.[2]